# Vladimir Sakhnov
Vladimir Sakhnov (né le 25 avril 1961) est un ancien fondeur soviétique.

## Jeux olympiques
- Jeux olympiques d'hiver de 1988 à Calgary  Canada:
  -  Médaille d'argent en relais 4 × 10 km.

## Championnats du monde
- Championnats du monde de ski nordique 1987 à Oberstdorf  Allemagne:
  -  Médaille d'argent en relais 4 × 10 km.

## Coupe du monde
- Meilleur classement final: 5e en 1984.
- 2 podiums.